# 内原站
内原站（日语：／ Uchihara eki */?）位于茨城县水户市，是东日本旅客铁道（JR東日本）和日本货物铁道（JR货物）管辖的鐵路車站。

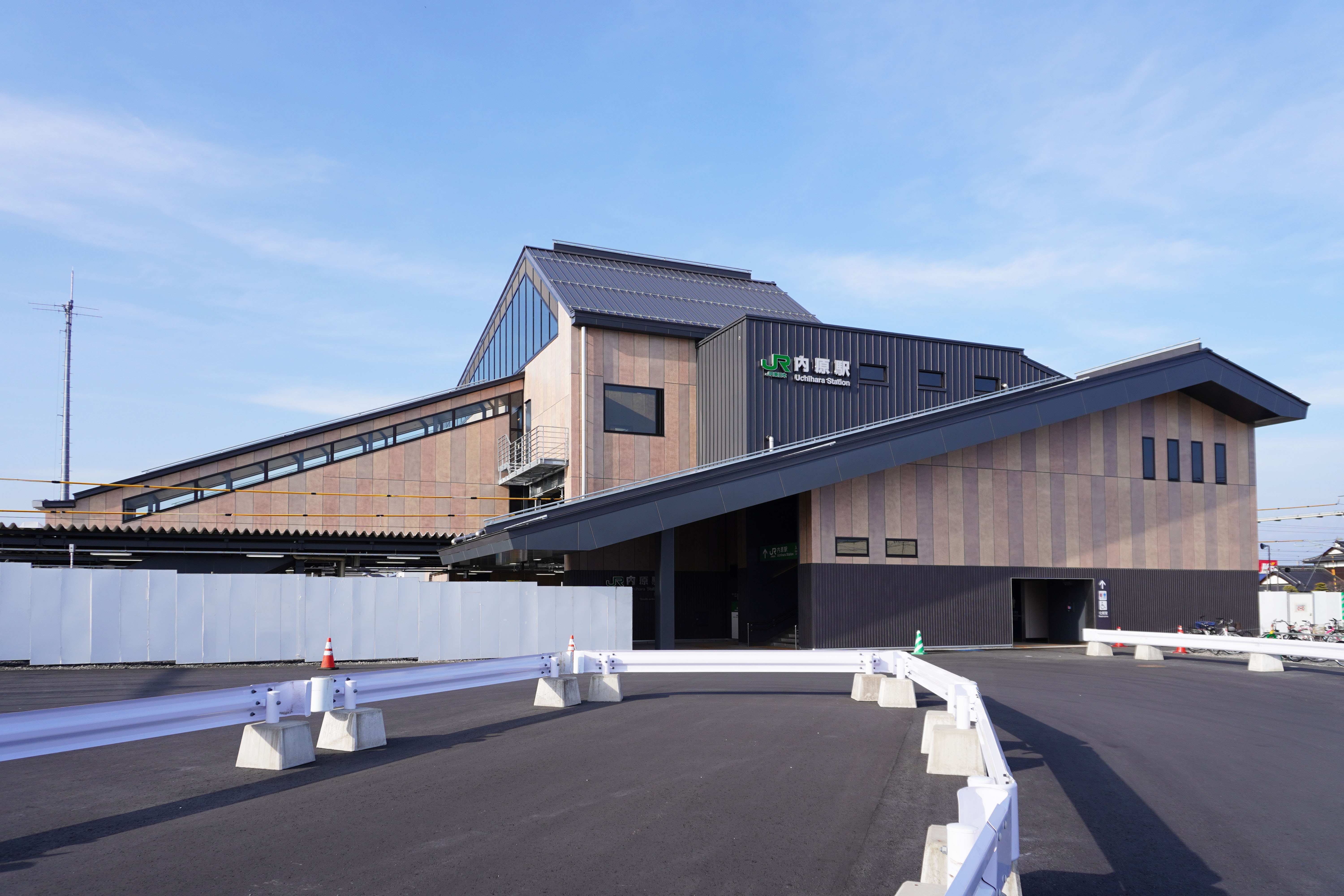
南口（2023年2月）

## 历史
- 1889年1月16日 - 作为水户铁道车站投入运营。
- 1892年3月1日 - 归属日本铁道。
- 1909年10月12日 - 线路名制定，归属常磐线。
- 1987年4月1日 - 国铁分割民营化后成为JR东日本和JR货物车站。
- 1993年3月 - 绿色窗口开始营业[2]。
- 2000年3月11日 - 货运列车停止停靠。
- 2013年
  - 4月1日 - JR水户铁道服务委托管理该站业务。
  - 4月2日 - 北口站前广场开始使用[3]。
- 2015年
  - 2月10日 - 指定席自动售票机开始使用。
  - 7月1日 - 委托业务由JR东日本车站服务管理。

## 车站结构

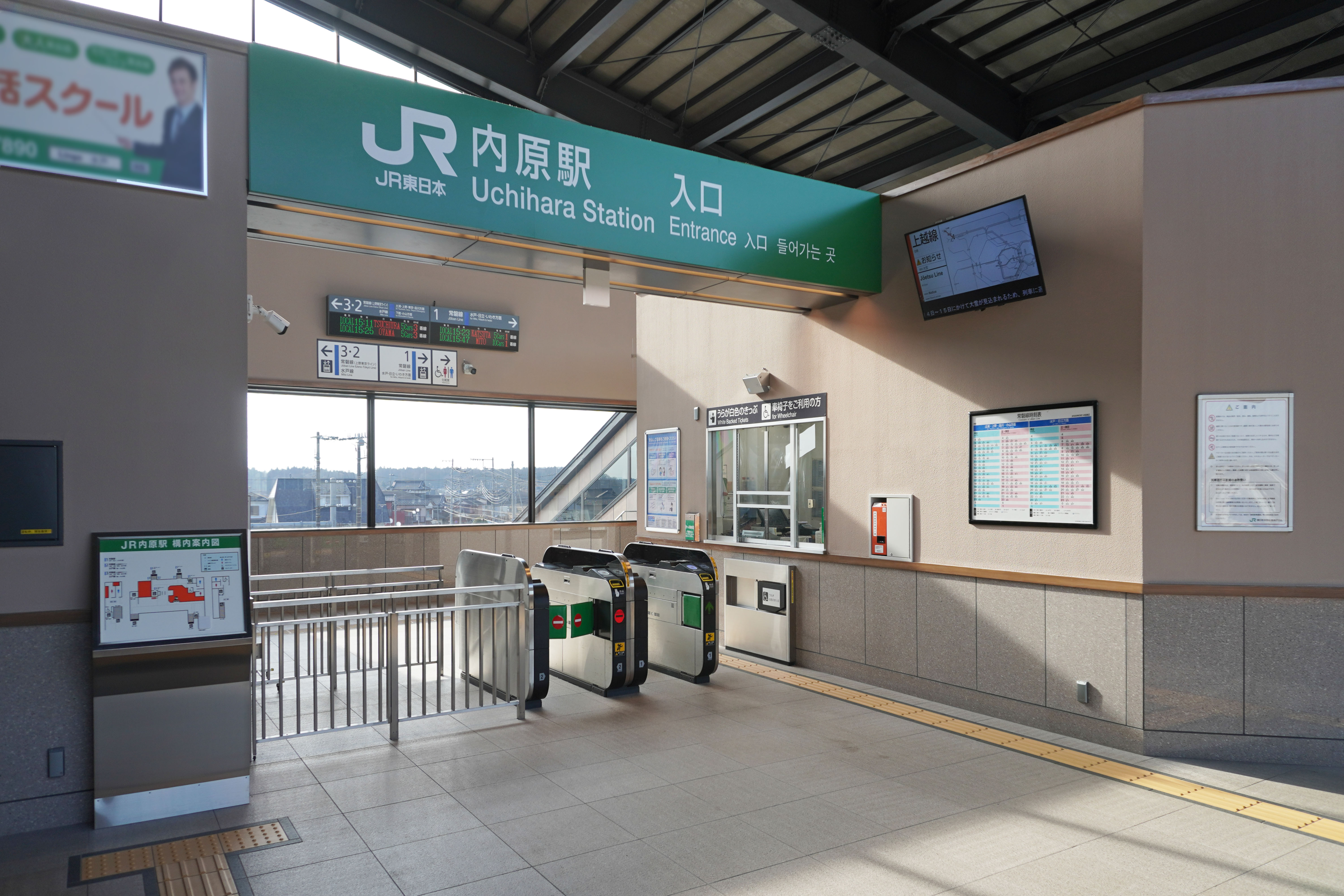
驗票口（2023年2月）

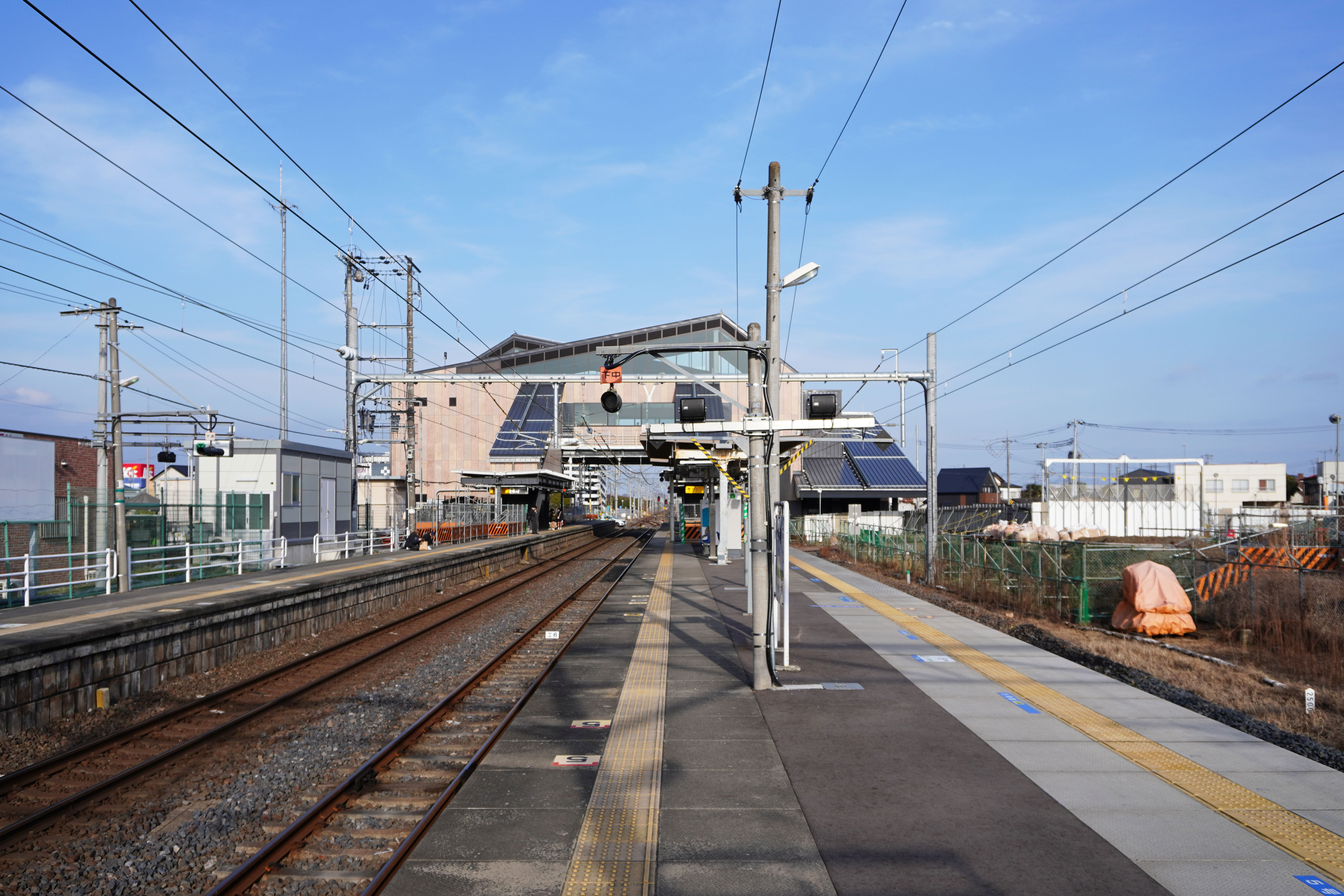
月台（2023年2月）

本站為1台1线侧式站台与1台2线岛式站台构成的地上车站。站台之间通过跨线桥连接。本站由友部站管理，JR东日本车站服务委托的业务委托站。设有Suica自动闸机和指定席自动售票机。

### 站台配置
| 站台 | 路线               | 方向               | 目的地                                            |
| ---- | ------------------ | ------------------ | ------------------------------------------------- |
| 1    | ■常磐线            | 下行               | 水户、磐城方向                                    |
| 2    | （上下行部分列车） | （上下行部分列车） | （上下行部分列车）                                |
| 3    | ■常磐线            | 上行               | 土浦、我孫子、上野、東京、品川方向 （上野东京线） |
| 3    | ■水户線            | 上行               | 下馆、小山方向                                    |

（來源：JR東日本:車站構內圖 （页面存档备份，存于））

## 使用情况
根據JR東日本，2018年度（平成29年度）1日平均上車人次為2,812人。
近年的推移如下表。2000年代前半少於1,500人，在鄰近的AEON水戶內原購物中心（現時AEON MALL水戶內原）於2005年（平成17年）開業以後，逐步增加。
| 上車人次推移       | 上車人次推移     | 上車人次推移    |
| 年度               | 1日平均 上車人次 | 來源            |
| ------------------ | ---------------- | --------------- |
| 2000年（平成12年） | 1,569            | [ 利用客数 1 ]  |
| 2001年（平成13年） | 1,529            | [ 利用客数 2 ]  |
| 2002年（平成14年） | 1,507            | [ 利用客数 3 ]  |
| 2003年（平成15年） | 1,453            | [ 利用客数 4 ]  |
| 2004年（平成16年） | 1,402            | [ 利用客数 5 ]  |
| 2005年（平成17年） | 1,866            | [ 利用客数 6 ]  |
| 2006年（平成18年） | 2,163            | [ 利用客数 7 ]  |
| 2007年（平成19年） | 2,293            | [ 利用客数 8 ]  |
| 2008年（平成20年） | 2,333            | [ 利用客数 9 ]  |
| 2009年（平成21年） | 2,262            | [ 利用客数 10 ] |
| 2010年（平成22年） | 2,142            | [ 利用客数 11 ] |
| 2011年（平成23年） | 2,213            | [ 利用客数 12 ] |
| 2012年（平成24年） | 2,490            | [ 利用客数 13 ] |
| 2013年（平成25年） | 2,603            | [ 利用客数 14 ] |
| 2014年（平成26年） | 2,602            | [ 利用客数 15 ] |
| 2015年（平成27年） | 2,728            | [ 利用客数 16 ] |
| 2016年（平成28年） | 2,789            | [ 利用客数 17 ] |
| 2017年（平成29年） | 2,802            | [ 利用客数 18 ] |
| 2018年（平成30年） | 2,812            | [ 利用客数 19 ] |

## 相鄰車站
東日本旅客鐵道（JR東日本）
■常磐線（■水戶線直通運行）
友部－內原－赤塚

### 使用情况
1. ↑  . 東日本旅客鉄道.   [2019-03-06]. （原始内容存档于2019-03-27）.
2. ↑  . 東日本旅客鉄道.   [2019-03-06]. （原始内容存档于2019-03-27）.
3. ↑  . 東日本旅客鉄道.   [2019-03-06]. （原始内容存档于2019-03-27）.
4. ↑  . 東日本旅客鉄道.   [2019-03-06]. （原始内容存档于2019-03-27）.
5. ↑  . 東日本旅客鉄道.   [2019-03-06]. （原始内容存档于2019-03-27）.
6. ↑  . 東日本旅客鉄道.   [2019-03-06]. （原始内容存档于2019-03-27）.
7. ↑  . 東日本旅客鉄道.   [2019-03-06]. （原始内容存档于2019-03-28）.
8. ↑  . 東日本旅客鉄道.   [2019-03-06]. （原始内容存档于2019-03-28）.
9. ↑  . 東日本旅客鉄道.   [2019-03-06]. （原始内容存档于2019-03-28）.
10. ↑  . 東日本旅客鉄道.   [2019-03-06]. （原始内容存档于2019-03-28）.
11. ↑  . 東日本旅客鉄道.   [2019-03-06]. （原始内容存档于2019-03-28）.
12. ↑  . 東日本旅客鉄道.   [2019-03-06]. （原始内容存档于2019-03-28）.
13. ↑  . 東日本旅客鉄道.   [2019-03-06]. （原始内容存档于2019-03-22）.
14. ↑  . 東日本旅客鉄道.   [2019-03-06]. （原始内容存档于2016-03-04）.
15. ↑  . 東日本旅客鉄道.   [2019-03-06]. （原始内容存档于2019-03-22）.
16. ↑  . 東日本旅客鉄道.   [2019-03-06]. （原始内容存档于2019-03-22）.
17. ↑  . 東日本旅客鉄道.   [2019-03-06]. （原始内容存档于2019-03-22）.
18. ↑  . 東日本旅客鉄道.   [2019-07-11]. （原始内容存档于2019-03-22）.
19. ↑  . 東日本旅客鉄道.   [2019-07-11]. （原始内容存档于2019-07-05）.

## 外部連結
- 車站資訊（內原）：東日本旅客鐵道